# Dassault Rafale
El Dassault Rafale es un caza polivalente de 4.ª generación, bimotor, y con una configuración de ala en delta y canards, diseñado y construido en Francia por la compañía Avions Marcel Dassault-Bréguet Aviation, actualmente denominada Dassault Aviation.
El Rafale es el caza más moderno fabricado en Francia; realizó su primer vuelo el 4 de julio de 1986, entrando en servicio en el Ejército del Aire francés a finales del año 2000, y más tarde en la Aviación Naval Francesa, estando previsto que en ambos cuerpos se convierta en el avión principal durante el primer tercio del siglo XXI. 
El Rafale ha sido comercializado para su exportación a varios países, y fue seleccionado para su compra por la Fuerza Aérea de la India, la Fuerza Aérea de Egipto, la Fuerza Aérea de Catar.
El avión tiene un ala delta y un canard, controles de vuelo eléctricos y utiliza elementos de sigilo pasivos y activos; está equipado con un radar de barrido electrónico RBE2 y dos motores Snecma M88. Para la superioridad aérea, utiliza misiles aire-aire y un cañón. En el bombardeo táctico utiliza bombas guiadas por láser, misiles de crucero, misiles antibuque.

## Desarrollo

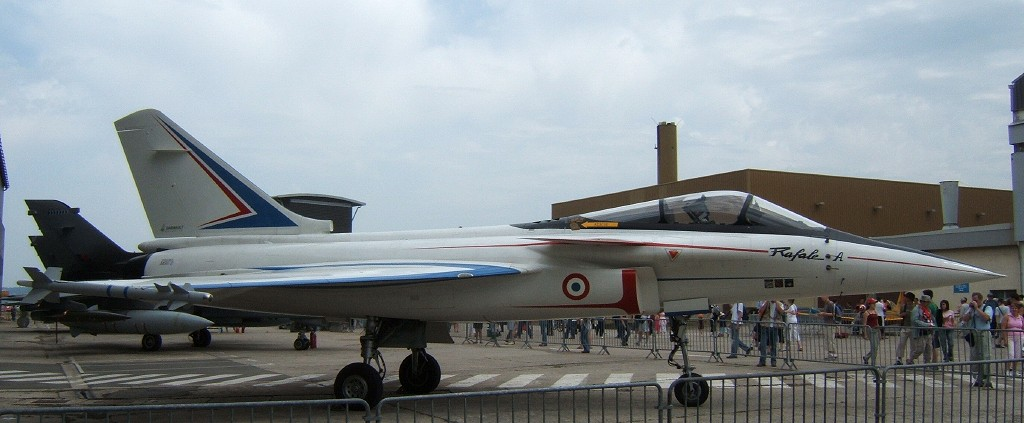
Prototipo del Rafale A.

Debido a la urgente necesidad de reemplazar en forma programada algunas de sus naves de combate, como el caza ligero monomotor Mirage 2000, Francia decidió involucrarse en el proyecto del Eurofighter Typhoon, que se diseñó teniendo en cuenta los requerimientos técnicos de las fuerzas aéreas de algunos países miembros de la OTAN, como Alemania, Francia y el Reino Unido.
Sin embargo, en abril de 1988 la Fuerza Aérea Francesa abandonó su participación en el proyecto multinacional, al preferir construir su propio avión de combate nacional, a su medida y con su propia tecnología, donde Dassault lideraría el diseño y los otros socios, posibles compradores y colaboradores, se limitarían a financiar conjuntamente el proyecto. Además, el Ejército del Aire francés no estaba conforme con otros diseños iniciales, como el caza TFK-90 o el P110.B, en los que se basa el diseño original del caza pesado bimotor Eurofighter que no podía teóricamente ser un caza embarcado, prefiriendo un avión bimotor algo más pequeño y ligero, para poder ser embarcable en sus portaaviones, por lo que Francia abandonó el proyecto del avión multinacional del consorcio Europeo, para crear su propio caza de combate bimotor de ala en delta y con alerones delanteros canard´s, el ACX (siglas de Avion de Combat Expérimental), que posteriormente pasaría a ser conocido como Rafale A. Era una apuesta arriesgada puesto que el Rafale debía sustituir a 7 tipos distintos de avión entonces en servicio en Francia: Jaguar, F-8 Crusader, Super Etendard, Mirage F1, Mirage F1CR, Mirage 2000C y Mirage 2000N.
El primer prototipo de la familia Rafale, fue el avión de pruebas de vuelo y tecnología Rafale A, que voló por primera vez en julio de 1986. La empresa Dassault lo había construido en forma independiente, sin que mediara ningún pedido del gobierno o de las fuerzas armadas, como un programa privado, ya que era un aparato para pruebas de nuevas tecnologías, de la misma forma como construyó el caza pesado bimotor Dassault Mirage 4000.

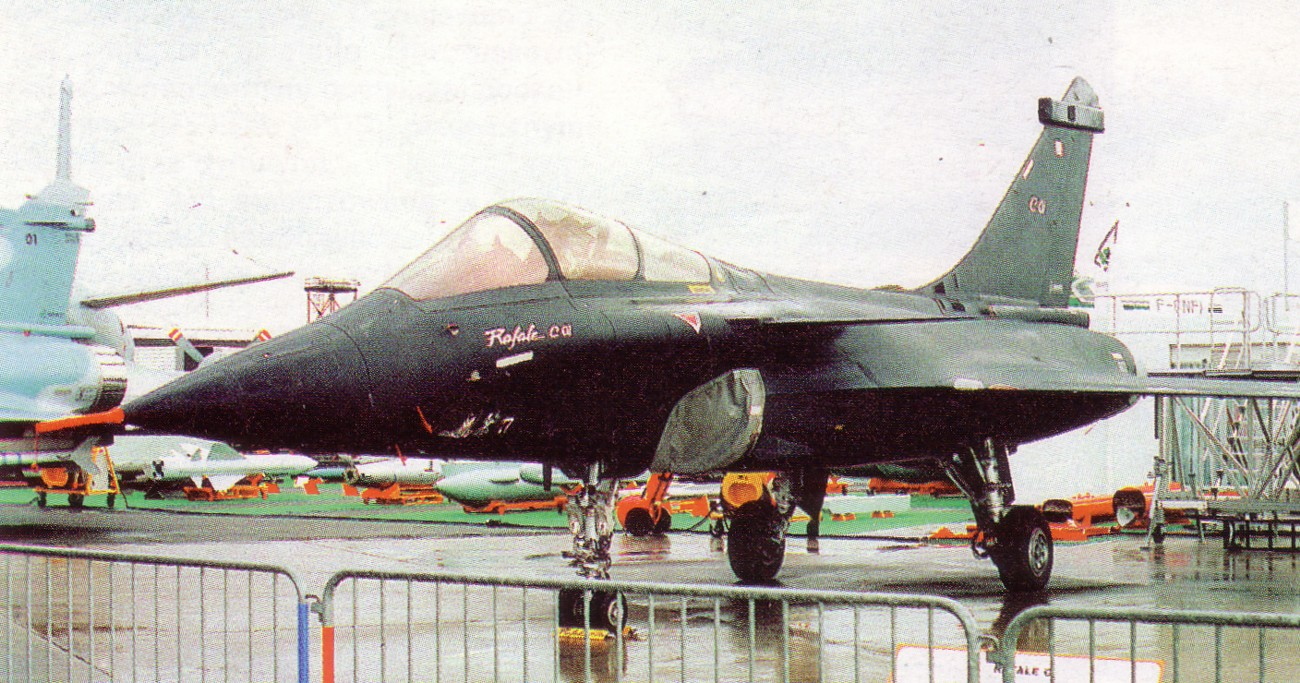
Prototipo del Rafale C-01.

El primer prototipo de pruebas Rafale A voló en esa ocasión con dos motores turbofán gemelos General Electric F404-GE-400, tenía un amplio uso de materiales compuestos en las alas, elevadores y aleaciones especiales en su célula (fuselaje central), y su nuevo diseño, era muy ágil y maniobrable, con alas en combinación de ala en delta y canard´s delanteros.
Muchos aviones de combate de la compañía Dassault, utilizan alas en delta, como el caza ligero Mirage 2000 y el proyecto, del nuevo caza pesado bimotor Dassault Mirage 4000 que nunca se construyó en serie, de modo que, seguramente, el paso hacia la aerodinámica del Rafale en combinación Delta-canard no fue tan complicada.
Podía transportar 6 misiles "aire-aire" para combate contra otros aviones caza, en misiones de supremacía aérea y dispararlos en rápida sucesión, y operar como un avión de ataque en todo tipo de clima, lanzar bombas guiadas, misiles de crucero y el misil naval Exocet.

## Diseño

Dassault Rafale

Avión de combate caza polivalente bimotor de peso medio, con diseño de ala en delta y alerones delanteros canard´s, en una combinación de diseño Delta-canard de tipo cuarta generación de cazas de reacción, comparable a un caza de generación 4++ y hasta de quinta generación, de diseño Multipropósito, puede atacar y defender en todo tipo de clima, vuelo nocturno, ataque a tierra y ataque naval, en la misma plataforma, con una moderna tecnología de vuelo digital por cables fly-by-wire, cabina de mando con casco de información al piloto, Pantallas planas y comandos de voz.
La realización de nuevas pruebas de vuelo y tecnología, desde bases en tierra y en la Marina de Francia, incluidos aterrizajes touch-and-go sobre la pista del portaaviones francés Charles de Gaulle y maniobras de combate, con los nuevos motores M88 continuó durante varios años, en los primeros prototipos de pruebas, antes de la entrada en producción en serie.
El Rafale A fue retirado en 1994. A pesar de que el caza francés Rafale y el British Aerospace EAP del consorcio multinacional Europeo, fabricante del otro caza de ala en delta, el Eurofighter Typhoon, fueron comparables en términos generales con el Rafale, cuando el primer caza francés hizo su vuelo inaugural en marzo de 1994, las pre-series del caza Rafale ya habían estado haciendo vuelos de prueba, durante tres años en forma secreta; el nuevo prototipo de pruebas Rafale C01 voló en mayo de 1991, el otro Rafale M01 voló en diciembre de 1991 y el prototipo final de preserie Rafale B01 voló en abril de 1993.
Los ensayos para catapultas de portaaviones, fueron inicialmente llevados a cabo entre el 13 de julio y el 23 de agosto de 1992, en la base aérea Estación Aérea Naval Lakehurst en Nueva Jersey, Estados Unidos, y en la Estación Aérea Naval de Patuxent River en Maryland, Estados Unidos; ya que Francia no tenía ninguna base en tierra para poder realizar ensayos con catapulta. El avión realizó ensayos a bordo de la Compañía Foch.
La política y la incertidumbre económica, significó que no fue hasta 1999 que un Rafale M de producción en serie, voló por primera vez.
La versión para la marina de Francia tenía una prioridad mayor, debido a que era necesario reemplazar a los entonces más que superados Chance Vought F-8 Crusader. La Aeronavale renunció a las ofertas para comprar o alquilar aviones F/A-18, iniciativa apoyada activamente por la US Navy, a cambio de ser la primera en recibir el nuevo Rafale. Hubo de esperar 10 años pero a cambio Francia se ahorró mucho dinero que pudo dedicar al Rafale.

### Características generales
Es un moderno caza polivalente, bimotor de peso medio, que incorpora un avanzado equipo electrónico y una nueva generación de armamento, con un buen rendimiento de vuelo a media y baja altitud, donde el aire es más denso, húmedo y pesado, con una mayor ventaja para misiones de ataque a tierra y ataque naval, y puede ser embarcado en portaaviones, en su variante Rafale M.
El sistema electrónico de guerra del Rafale es el Spectra, de Thomson-CSF; este incorpora transmisores de estado sólido, radar y alerta de láser, alerta de misiles, sistemas de detección e interferencia. El nuevo sistema optrónico es el OSF de búsqueda infrarroja y un sistema de seguimiento instalado en la nariz del aparato, y el receptor de alerta láser DAL. Este sistema optrónico lleva a cabo las tareas de búsqueda, identificación de blancos, telemetría, imágenes de televisión e infrarrojas, discriminación automática de blancos y seguimiento.
Posee un receptor de navegación TLS 2000 de Thomson-CSF, que se utiliza para la fase de aproximación del vuelo. Este integra un Sistema de Instrumentos de Aterrizaje, Sistema de Microondas de Aterrizaje y un medidor de distancias de radio VHF omnidireccional. El altímetro radar AHV 17 del avión, puede ser utilizado durante el vuelo de muy baja altitud, entre montañas y en vuelos rasantes sobre el mar, para misiones de ataque de penetración profunda dentro de territorio enemigo. El Rafale también cuenta con un receptor de navegación aérea táctica para obtener datos de navegación en vuelo y como ayuda para el aterrizaje.
A diferencia de las otras versiones de pruebas de vuelo, el Rafale M de producción en serie, está equipado con el nuevo radar Thomson CSF Detexis RBE-2, que tiene un alcance de 100 km, por lo que el caza Rafale en la función de avión de supremacía aérea, puede ir equipado con misiles de largo alcance, del tipo "dispara y olvida"; además, el radar tiene capacidad mira-abajo/dispara-abajo. En el modo de detección aérea, puede percibir y rastrear 10 blancos enemigos y establecer contacto con ocho de ellos; en el modo de detección terrestre, puede dibujar en la cabina del piloto un pequeño mapa del terreno.
El nuevo avión de Dassault posee el primer interrogador-transponder IFF que utiliza tecnología de escaneo electrónico, un radar SB25A de Thomson-CSF, el sistema de control de vuelo digital por cables fly-by-wire estabiliza al caza Rafale en los tres ejes, ya que su diseño aerodinámico es deliberadamente inestable, porque los alerones canard generan una turbulencia de aire sobre las alas principales, para poder tener "alta maniobrabilidad". Este sistema permite un pilotaje cómodo y natural en todas las situaciones de vuelo, ataque, despegue y aterrizaje, incluso en portaaviones, ya que incorpora un sistema de control de vuelo a muy bajo nivel acoplado al sistema de disparo, que funciona en paralelo mediante tres canales digitales con un canal de respaldo analógico.
Está construido con nuevos materiales compuestos, para bajar su peso, que representan un 24 % de la nave, casi un cuarto de la masa de la célula, y 70 % del resto, como en el fuselaje trasero, paneles de las alas, timón vertical de cola (deriva) y alerones de elevación. Esto permite transportar más cantidad de armas y combustible, tener mayor alcance en combate. Puede recibir reabastecimiento aéreo de combustible, con una sonda fija en el costado derecho de la cabina, del tipo canasta y manguera flexible.

#### Armamento

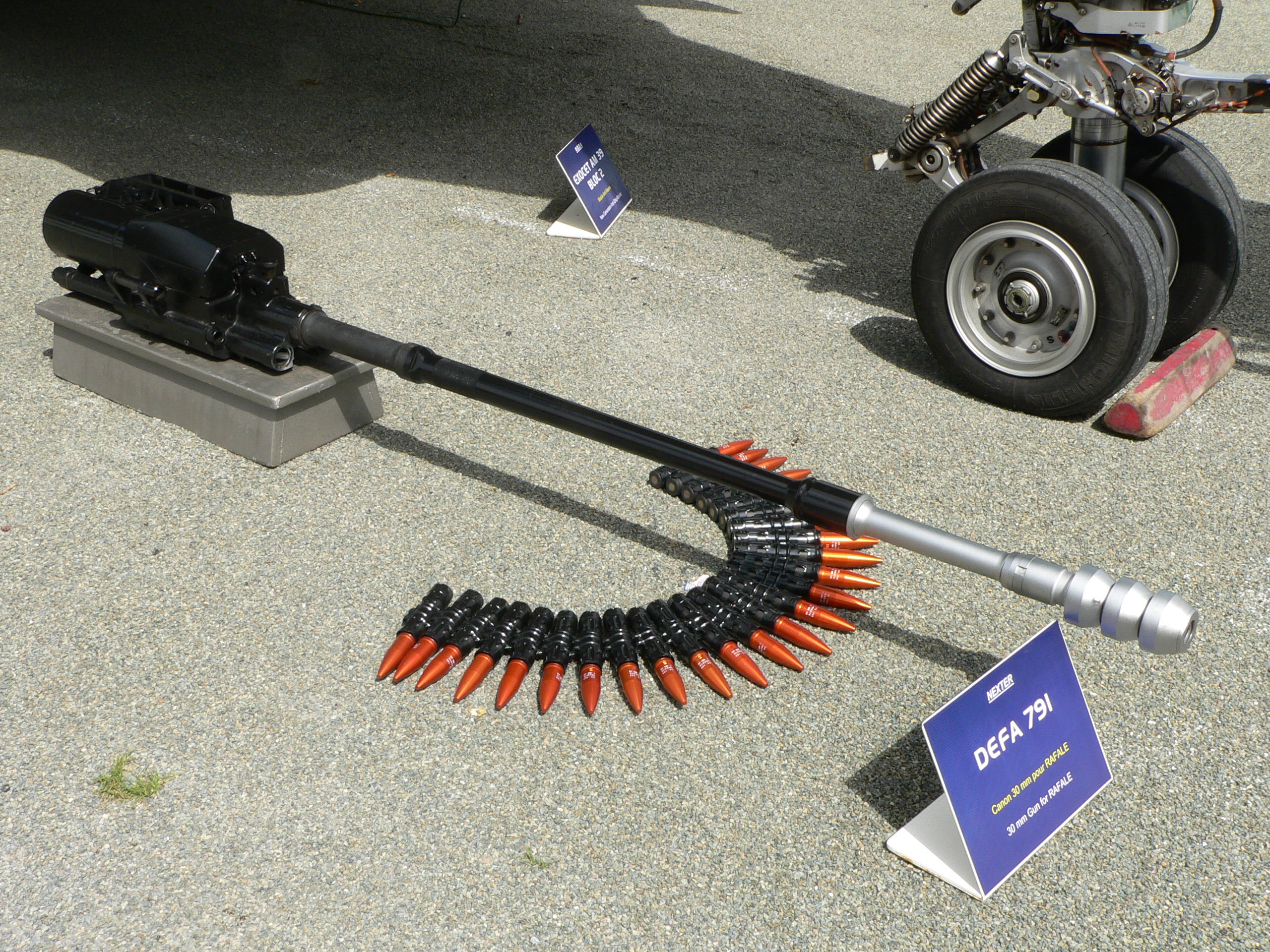
Cañón GIAT DEFA 30M 719B de 30 mm

Las posibilidades y combinaciones armamentísticas del Rafale, son muy elevadas. Posee doce puntos externos de fijación (pilones de carga) para colocar cargas de todo tipo: dos bajo el fuselaje central de la nave, dos bajo las toberas de ingreso de aire de los motores gemelos, seis bajos las alas principales y dos más en las puntas de alas. Gracias a esto puede llevar, por ejemplo:
- Un misil nuclear de corto alcance ASMP de 900 kg, de 100 a 150 kilotones (modo de ataque)
- U ocho misiles aire-aire MICA de alcance corto O seis MICA con dos tanques de combustible adicionales (modo de intercepción)

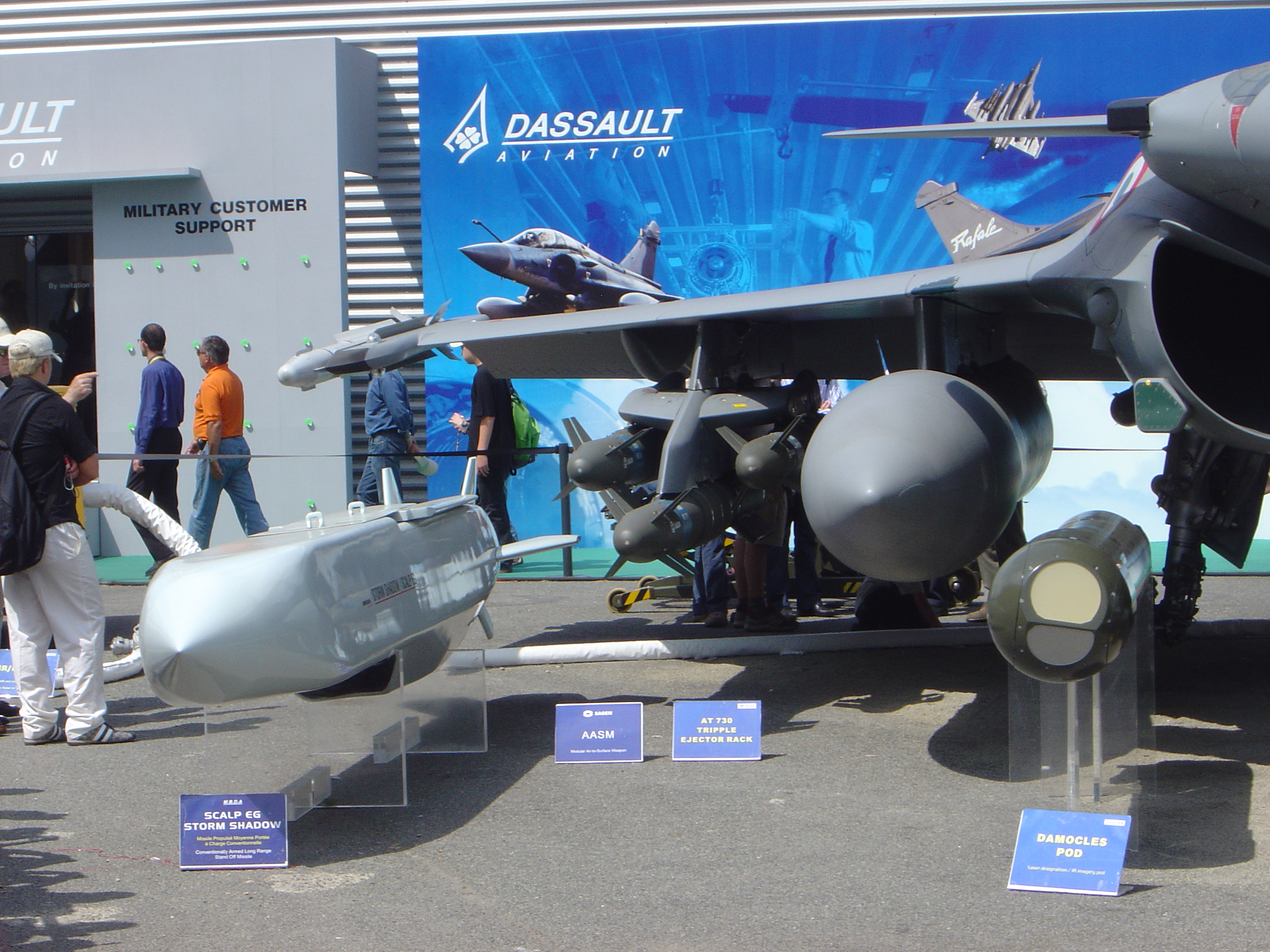
Un Dasault Rafale con parte de su arsenal en el Paris Air Show de 2005

- O bombas de 250 kg de caída libre o retardada, dos MICA y dos tanques de combustible; O dos dispensadores de armas tipo APACHE, dos MICA y dos tanques de combustible; O dos bombas de 400 kg BLG 400 guiadas por láser, dos misiles supersónicos AS-30L guiados por láser, dos MICA, un tanque de combustible, un tanque FLIR y un señalizador láser ATLIS II (modo de ataque a tierra)
- O dos misiles antibuque AM.39 Exocet, cuatro MICA y tres tanques de combustible para aumentar su alcance (modo antibuque), y Pod de información que son pequeños contenedores en forma de vaina aerodinámica para transportar equipo electrónico adicional, que van colgados en los pilones de carga de armas y se parecen a un misil.

En las misiones de supremacía aérea para combate "aire-aire" contra otros aviones caza, en la misma plataforma de combate, por ser un caza polivalente, la principal arma es el misil “dispara y olvida” MBDA MICA (Missile d’Interception de Combat et d’Autodéfense), un misil que puede ser dotado con un sensor SAT/MATRA infrarrojo (para sustituir el Matra.550 Magic 2), o una cabeza con radar activo Dassault Electronique AD4, en forma similar al estilo del misil occidental Hughes AIM-120A AMRAAM transportado en el caza F-15 o del misil fabricado en Rusia Vympel R-77 Adder, transportado en el caza Mikoyan MiG-29).
En lo referente a su capacidad de ataque a superficie "Aire-mar", es necesario mencionar la posibilidad de emplear los nuevos misiles Matra APACHE (Arme Propulsée A Charges Ejectables), los misiles antibuque ANS y los Aérospatiale AS.30L guiados por láser. También puede emplear las bombas guiadas por láser MATRA BGL, que de la misma manera que los AS-30L, se guiarían hacia los blancos iluminados por el Pod de información Thomson-CSF Atlis y lanzar el afamado misil MBDA Exocet, en forma similar a las misiones de combate del bombardero Dassault-Breguet Super Étendard, que revolucionó el combate naval moderno en la guerra de las Malvinas.
En misiones de supresión de defensas enemigas, ataque "Aire-tierra" emplea el misil Matra ARMAT, por último, puede emplear los ya clásicos misiles antibuque Aérospatiale Exocet AM.39 block 2, las bombas penetradoras anti-pistas Matra Dudandal, y el misil nuclear táctico Aérospatiale ASMP-A, para reemplazar al bombardero táctico Mirage IV, complementados por los cañones de 30 mm GIAT DEFA 791B. Es importante observar, que todos los sistemas mencionados son de procedencia francesa, hecho que consolida la industria aeronáutica francesa como una de las mejores del mundo.

#### Electrónica

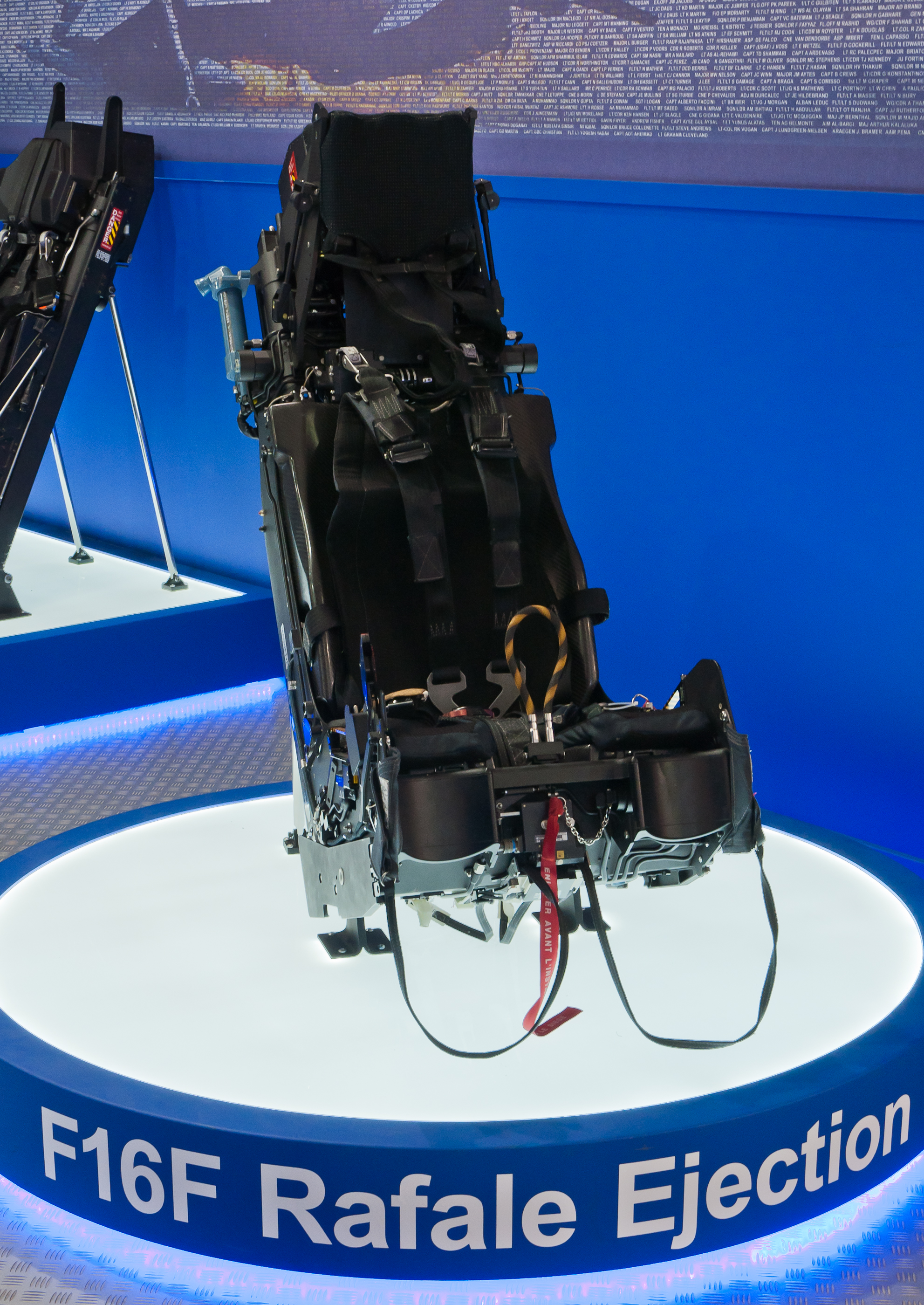
Martin-Baker Mk.F16F

##### Radar
El Rafale incorpora el radar PESA RBE2, basado en la tecnología T-CSF RADANT, un radar de tipo, con antena planar y barrido electrónico.
Al tratarse de un radar de tipo pasivo, su alcance de detección es realmente bajo y no sirve por ejemplo para guiar al misil aire-aire MBDA Meteor. En razón de ello, Thales avanzó con el RBE-2AA AESA, también conocido como DRAA (Démonstrateur Radar à Antenne Active, or Active Array Radar Demonstrator). El paso siguiente fue el DRAAMA (Démonstrateur Radar à Antenne Active Modes Avancés) aparecido en el 2004 y del cual se espera su instalación en el 2011 y la en servicio en el 2012, casi una década después de lo planificado.
El nuevo radar será el mismo para las distintas variantes del Rafale y no modificará en nada las formas o dimensiones de la proa de la aeronave, aunque se ha reconocido que el tamaño de la actual antena que es de 55 cm, ha demostrado tener prestaciones ligeramente inferiores a las antenas del Super Hornet o del F-15 Eagle.
Las ventajas del nuevo radar AESA son:
- Rango extendido por más de 50 % para la futura compatibilidad con nuevos sistemas de armas como Meteor.
- Módulo de mayor confiabilidad para la reducción de coste de propiedad (no hay necesidad de revisión en los primeros 10 años).
- Agilidad de forma de onda de alta resolución de apertura sintética (SAR) de imágenes en el aire-tierra y un mejor modo de resistencia a la interferencia.

##### Optronique Secteur Frontal (OSF)
El radar del Dassault Rafale está complementado por el sofisticado sistema de Thomson TRT/SAT: el OSF (Optronique Secteur Frontal). El OSF está compuesto por un dispositivo IRST (Infra-Red Search and Track) para enganchar blancos aéreos de manera furtiva (sin avisar los receptores radar del blanco) hasta los 70–80 km en condiciones óptimas (buena climatología), además de estar dotado de un telémetro láser de corto alcance para suministrar distancias de alta precisión en los combates cerrados con cañones. La segunda de las dos torretas que componen el OST consta de un dispositivo FLIR (Forward Looking Infra-Red), cuya misión es dotar de plena capacidad nocturna al avión en misiones de ataque a tierra, además de servir para identificar visualmente los blancos aéreos a larga distancia.

##### Cabina

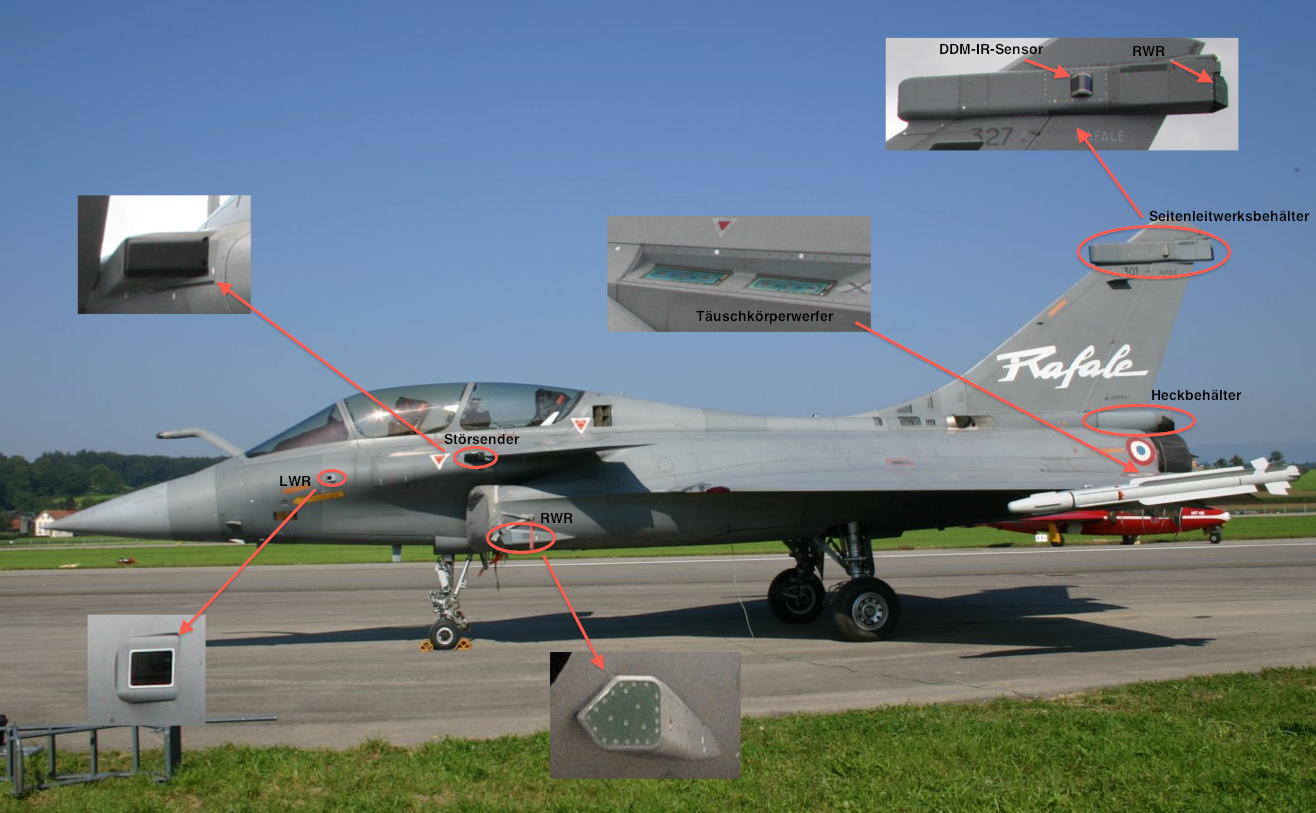
Partes del sistema SPECTRA.

La aviónica de cabina del moderno Rafale generación 4++, es muy sofisticada, habiéndose beneficiado de los últimos avances tecnológicos en la materia, Pantallas planas LCD a color y comandos de voz. El nuevo HUD Head-up-display es una moderna unidad de gran angular de visión para el piloto Sextant Avionique CTH3022 que integra los datos obtenidos a través del radar RBE2, el OSF (sólo el ISRT, dado que el OSF se presenta en un LCD) y el avanzado sistema RWR/ECM SPECTRA (Système pour la Protection Electronique Contre Tous les Rayonnements Adversés).
También se ha integrado el sistema de reconocimiento de voz para poder acceder a ciertas funciones mediante órdenes verbales del piloto, juntio a modernos —hoy en día habituales— mandos de vuelo HOTAS (siglas en inglés de manos en la palanca de gases y control) integrados en una palanca de mando tipo joystick.
El piloto cuenta, además, con el casco Sextant Avionique Topsight, que en el aspecto operacional, envía información directamente a los ojos del piloto, debería permitir al piloto del Rafale enganchar blancos en combate maniobrado más allá del eje longitudinal del avión, con la vista del piloto al costado y donde apunten sus ojos.
La versión biplaza, puede acompañar en todas las misiones de combate al caza monoplaza, tiene el mismo desempeño de vuelo y puede efectuar, misiones de "guia de ataque" del "Ala de combate" tipo avión radar Hawk-eye, en forma similar al caza F-16 I Sufa de Israel.
La cubierta de la carlinga de burbuja, con un gran parabrisas de una sola pieza, diseñada para ofrecer una gran visibilidad al piloto en combates cerrados dogfight, se abre al costado derecho de la nave, para que la tripulación pueda subir por el costado izquierdo con escaleras externas, está construida con materiales compuestos y tiene un nuevo diseño, de baja observabilidad de radar en forma facetada, que se proyecta hasta los alerones delanteros canards, con un borde aerodinámico para obtener mayor elevación.
Las versiones más modernas, están equipadas con un nuevo radar plano AESA y sensores sobre el radomo, a los costados de la cabina y a los costados, de las toberas de ingreso de aire a los motores, que se proyectan hacia adelante hasta llegar a los costados de la cabina, formando dos túneles de ingreso de aire junto a la cabina de mando, que se estrecha hacia el interior en forma romboidal, para aumentar el tamaño de las toberas de ingreso de aire, lograr un mayor flujo de aire que ingrese a los motores y obtener más potencia, y facilitar su despegue desde portaaviones, en forma muy parecida al diseño de las toberas de ingreso de aire del bombardero naval Grumman A-6 Intruder.

#### Motores
La empresa fabricante de los motores turbofán Snecma comienza las pruebas del nuevo motor M88-2 en enero de 1984, montados en el caza pesado Dassault Mirage 4000 que nunca se construyó en serie, unos ocho meses después de la entrega a la fuerza aérea de primer Mirage 2000, equipado con el motor M53.
El avanzado diseño del motor M88-2, un motor modular totalmente nuevo de doble cuerpo y doble turno, con una longitud de 3,53 metros, un diámetro de 69,3 cm y una masa de 897 kg, está especialmente desarrollado para el Rafale. Compacto, ofrece 50 kN de empuje en seco y 75 kN con postcombustión y ofrece una orientación, a la alta masa y alta aceleración.
El nuevo M88-2 especialmente diseñado para equipar al Rafale debe permanecer en vuelo a baja altura, con un bajo consumo específico de combustible (y por lo tanto tiene una alta relación de compresión de 24,5 y componentes de alto rendimiento), así también, necesitaba volar a gran altura con un alto impulso específico (y por lo tanto, un bajo coeficiente de 0,3).
Con este fin, se utilizan las innovaciones siguientes:
- Disco compresor aerodinámicos monobloque (DAM);
- Una cámara de combustión limpia anulares;
- Veletas y los distribuidores de un solo cristal de turbina de alta presión;
- Un nuevo sistema de refrigeración.

El motor se regula automáticamente, a la plena autoridad redundante de control Digital del motor (FADEC), con dos equipos, lo que permite sin restricciones de vuelo (los dos motores se ponen en marcha en dos minutos, y la transición hacia el puesto de tres segundos) y un mantenimiento más sencillo. La entrada de los M88-2 finalmente, tiene una firma de radar (SER) y la firma de infrarrojos (SIR) reducida.
La caracterización del motor turbofán M88-2 se obtiene el 30 de septiembre de 1992, después de 500 horas de pruebas de vuelo.

#### Equipamiento especial Rafale M

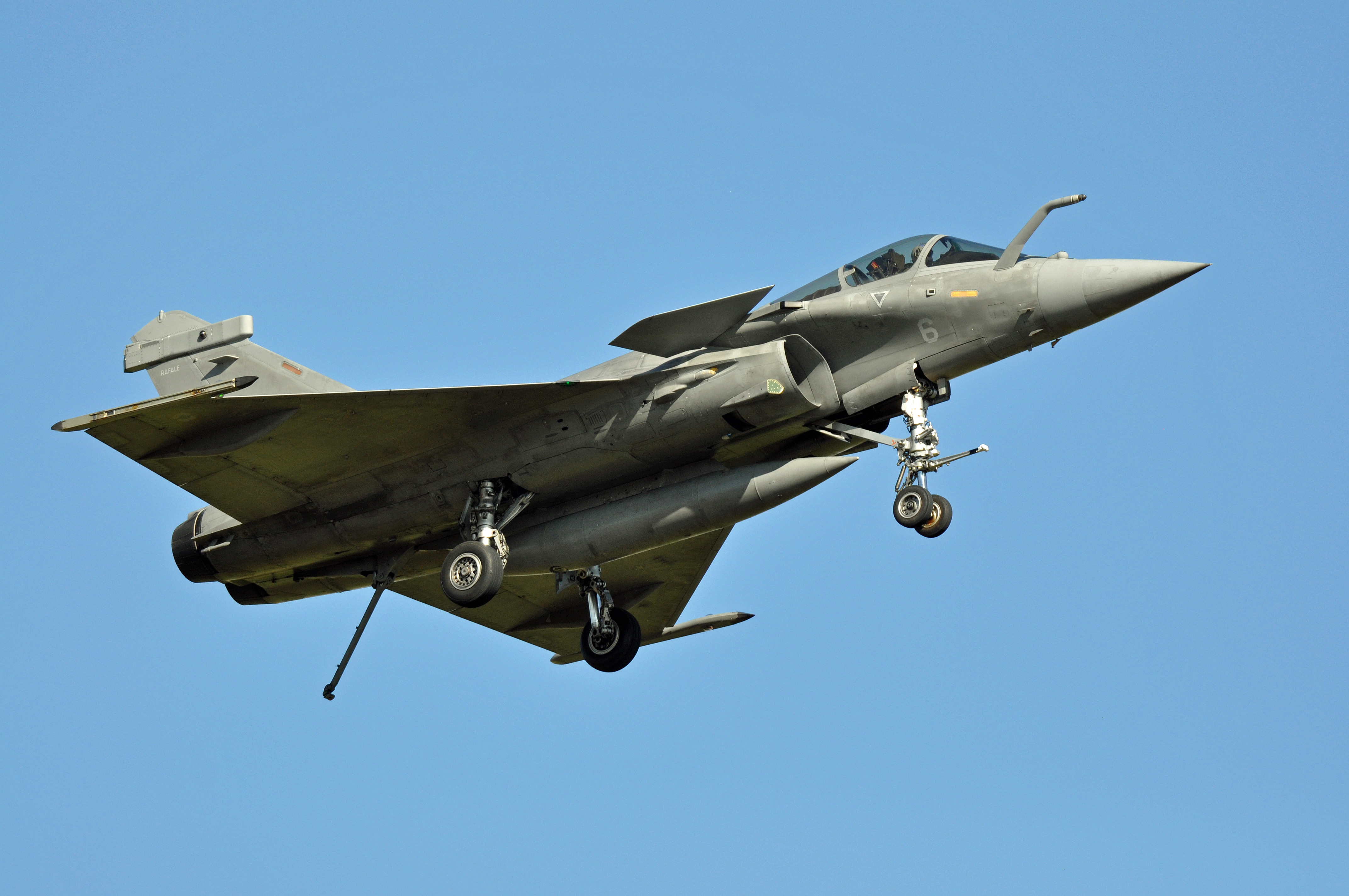
Rafale M de la Marina Francesa con el gancho de parada extendido

La versión naval del Rafale, diseñado especialmente como un avión embarcado en portaaviones, tiene una célula de la cabina de mando ligeramente más pesada, un tren de aterrizaje reforzado, un gancho de apontaje entre los motores gemelos y el reforzamiento general, de la estructura del avión.
El tren de aterrizaje es especialmente interesante, está reforzado para poder resistir los apontajes (aterrizajes) bruscos sobre la cubierta del portaaviones, el tren de aterrizaje delantero de dos ruedas, tiene un gancho delantero entre las ruedas, que baja para poder agarrar el borde del sistema de la catapulta y un gancho trasero, para atornillar el fusible de sujeción a la cubierta del portaaviones, en forma similar al tren de aterrizaje del afamado caza naval F-14 Tomcat y al moderno caza F-18, embarcados en los portaaviones occidentales clase Nimitz; en el momento del despegue, el Rafale aumenta la potencia, enciende el sistema de postquemador de combustible, la catapulta se activa y el fusible se rompe, lanzando al caza naval para poder volar sobre el mar en pocos segundos.
El tren de aterrizaje delantero, alto y reforzado, instalado bajo la cabina de mando, dispone de un nuevo dispositivo Hidro-activo, que eleva el morro del avión justo antes del lanzamiento en la catapulta, para que las alas principales en forma de ala en delta y los alerones delanteros canards, pueden recibir la mayor cantidad de aire y sustentarse a baja velocidad, obviando la necesidad de rampas inclinadas para poder despegar sky jumps al estilo del portaaviones español Príncipe de Asturias (R-11), el portaaviones inglés HMS Invincible (R05) y el nuevo portaaviones ruso Almirante Kuznetsov.
Por otra parte, es importante reseñar que las alas del Rafale M no son plegables (como sí lo son, en la mayoría de los aviones navales) debido a que el material compuesto de sus alas no permite instalar el sistema del abisagramiento, lo cual puede representar un problema a la hora de operar estos cazas a bordo de un portaaviones ligero, como es el caso de India o Brasil, lo cual puede suponer problemas en las ventas de la versión naval, aunque Francia también tiene proyectado vender sus portaaviones en el futuro, a otros países que necesiten equipar a su Fuerza Naval con portaaviones y un moderno caza naval embarcado.

## Variantes

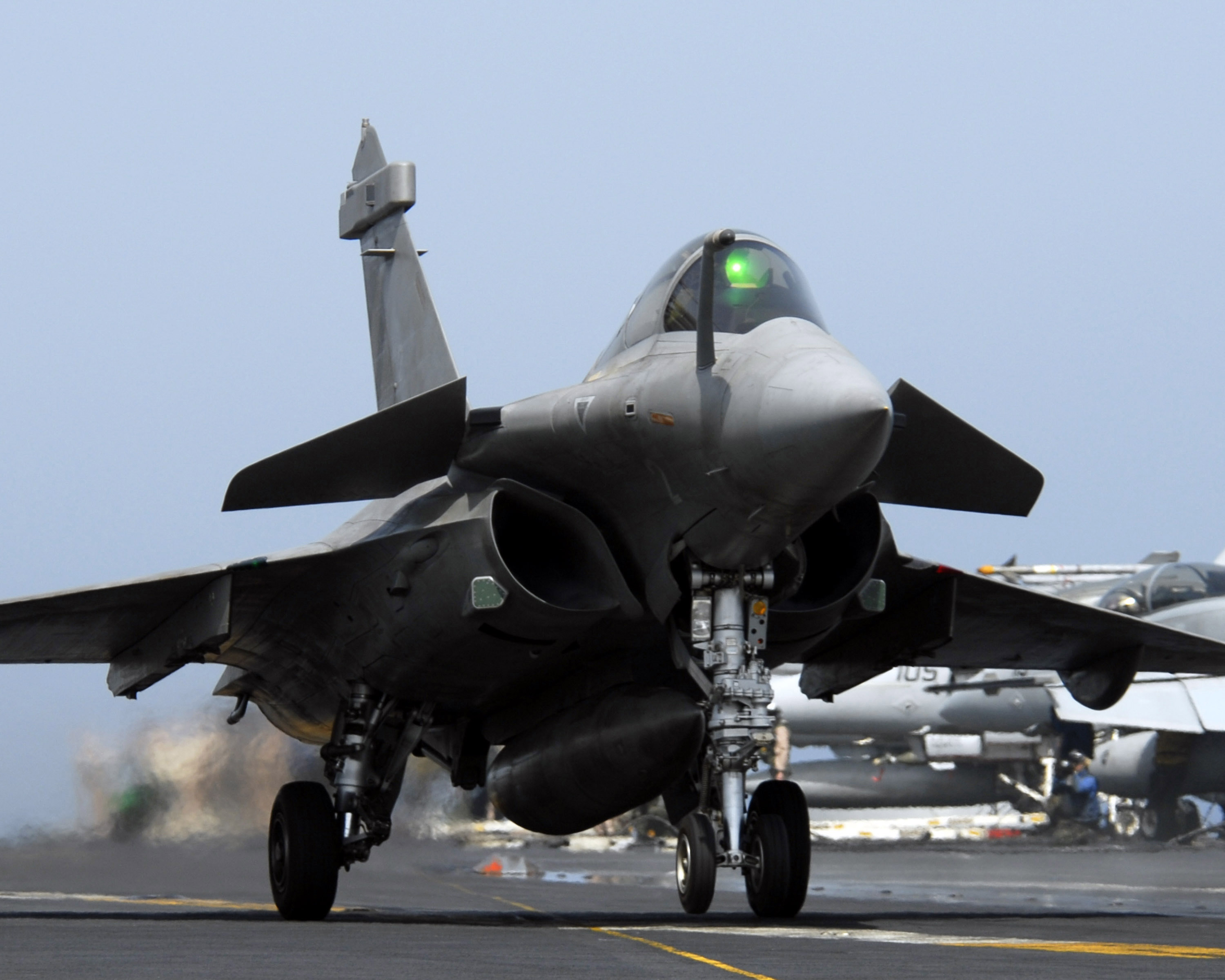
Rafale M de la Aeronavale en el portaaviones norteamericano USS John C. Stennis (CVN-74)

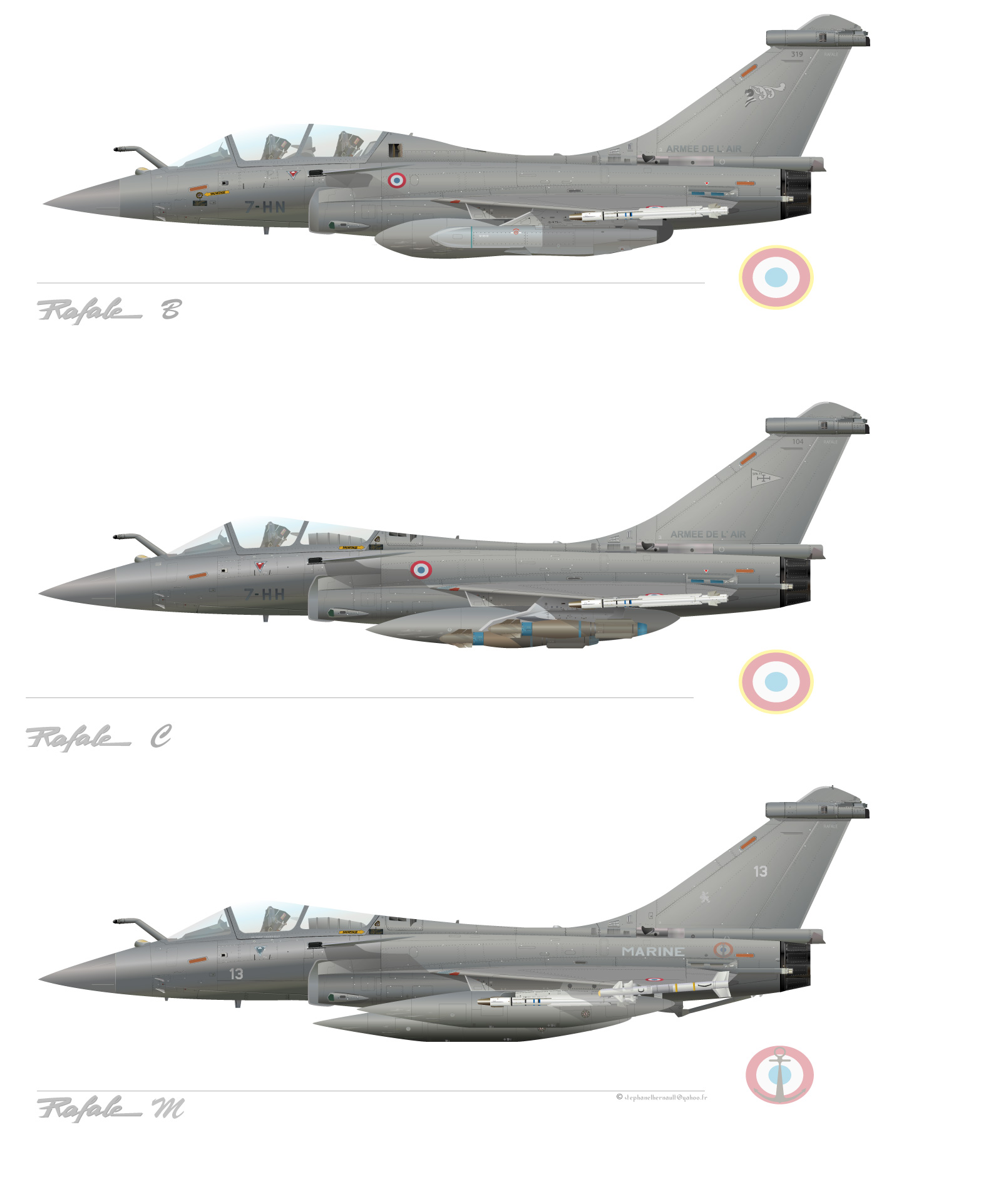
Rafale B, Rafale C, Rafale M franceses

Este moderno avión de combate fue concebido desde su inicio para operar con la Aeronavale y el Ejército del Aire francés, para lo cual se desarrollaron tres versiones principales:
- Un modelo monoplaza de despegue y aterrizaje convencional (CTOL - Conventional Take-Off and Landing), denominado Rafale C. Operado por el Ejército del Aire francés y con posibles compradores
- Un modelo biplaza, denominado Rafale B. Operado por el Ejército del Aire francés
- Un modelo especialmente diseñado para operar desde portaaviones (CATOBAR - Catapult Assisted Take-Off But Arrested Recovery), denominado Rafale M (Marine). Operado por Aeronavale

### Rafale A
Fue un prototipo de vuelo, diseñado para probar las nuevas tecnologías que iba a incorporar el nuevo caza. Su primer vuelo en 1986 y actualmente se encuentra retirado.

### Rafale D
Dassault usó esta designación ("D" por discreto, o sea, furtivo) a comienzos de los noventa, para la producción de una versión para el Ejército del Aire francés, que incorporaría nueva tecnología, otorgándole capacidades semi-furtivas.

### Rafale B
Biplace (en francés), es una versión biplaza para la Ejército del Aire francés destinada a operar desde bases terrestres, introducido en 2004.
Inicialmente, el Rafale B iba a ser sólo un entrenador, pero la experiencia de la guerra del Golfo y la guerra de Kosovo demuestra que un segundo miembro de la tripulación, operador de sistemas defensivos y radar, es muy importante, y por lo tanto, más modelos de caza Rafales B biplaza fueron pedidos, en sustitución de algunos caza Rafales C monoplaza, con lo cual el 60 % de los cazas serán de dos plazas. Una decisión similar fue tomada por la Armada, que inicialmente no tenía planes de pedir un avión de dos asientos, pero, el programa del Rafale N fue detenido.[cita requerida]

### Rafale C
Versión monoplaza para el Ejército del Aire francés destinada a operar desde bases terrestres, introducido en 2004. Los F1 originales solo disponen de capacidad de combate "Aire-aire" contra otros aviones caza, limitada con misiles Magic 2, el misil MICA EM y el cañón de 30 mm. De ellos, se entregaron 17 unidades conocidas como F2.1 con capacidad limitada de ataque "Aire-tierra".
A partir de junio del 2006 todos los ejemplares han sido modernizados al estándar F2.2 con nuevos modos de operación del sistema EW Spectra y capacidad para portar misiles crucero Scalp, aunque los mismos presentaron algunos problemas especialmente relacionados con el software del sistema de planificación de misión. El nuevo caza Rafale F3 también incorpora la capacidad para lanzar misiles Exocet AM39 Block2, el misil nuclear ASMP-A, la barquilla de reconocimiento Pod de información Reco NG y las bombas de guía láser GBU-24 Paveway III y las EGBU-24 con guiado dual de láser y GPS.

### Rafale M

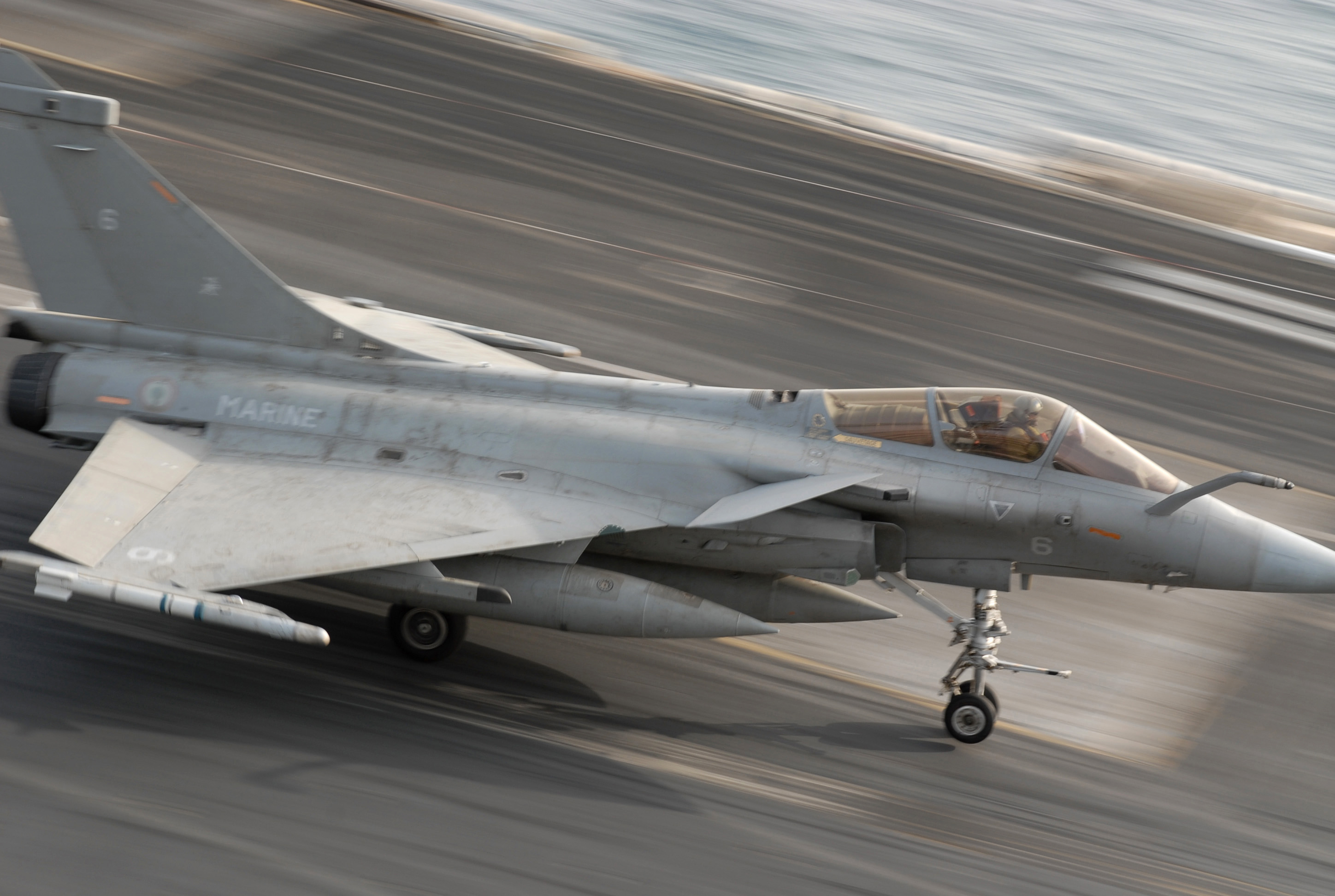
Dassault Rafale de la Marina Nacional Francesa.

Versión naval embarcada para operar en portaaviones, entró en servicio en el año 2002 en la Aeronavale. Aunque exteriormente es muy similar al Rafale C, difiere en algunos aspectos; pesa 500 kg más debido a que la estructura general del avión ha sido reforzada, posee un tren de aterrizaje especial mucho más robusto, típico de los aviones embarcados, un gancho de apontaje para la recuperación de la aeronave cuando ésta aterriza, y dispone un dispositivo que eleva el morro del avión instantes antes del lanzamiento. La versión naval del Rafale necesitó el reforzamiento general de la estructura del avión. El tren de aterrizaje dispone de un dispositivo que eleva el morro del avión instantes antes del lanzamiento, mejorando las prestaciones de despegue desde portaviones. Las alas del Rafale M no son plegables, al contrario que en la mayoría de los aviones navales, lo cual puede representar un problema a la hora de operarlos a bordo de un portaaviones.
El 19 de abril de 1993 se llevaron a cabo los primeros despegues de un prototipo de Rafale M desde la cubierta del portaaviones Foch. Anteriormente se había certificado en EE. UU. su capacidad para ser lanzado desde catapultas de portaviones. La Aéronavale recibió 60 ejemplares del Rafale M, 12 de la variante SU-0 (interceptadores aire-aire) y 48 SU-2 (polivalentes). Los primeros Rafale M fueron integrados en la Flotille 14F a bordo del portaaviones Charles de Gaulle,  reemplazando los ya obsoletos F-8 Crusader. La necesidad urgente de operar un avión moderno hizo que el primer lote de Rafale no tuviera capacidad para portar ASMP, ni OSF, ni sistema SPECTRA, ni seguimiento del terreno por radar, ni visor de casco. Además, hasta la incorporación del F2 el radar RBE2 no tuvo capacidad aire-tierra. La modernización de los 10 aviones estándar F1 a la más moderna F3 de la Aeronavale dio más trabajo del previsto ya que se reemplazaron 7 sistemas principales, lo que generó muchos problemas y retrasos. La idea actual es instalar una nueva unidad modular de procesamiento de datos que permitiría entonces una modernización electrónicamente más ordenada y fácil. Dado el desgaste y edad de los aviones la Aeronavale querría sustituir los aviones en 2030/35 por nuevos aviones.
En 2023 India encargó 26 aviones Rafale M para su Armada. Reemplazarán a los MiG-29K embarcados en portaviones. El Rafale será una solución provisional hasta la entrada en servicio del Twin-Engined Deck Based Fighter (TEDBF), un programa dirigido por la agencia de armamento india DRDO para diseñar y construir localmente un caza medio embarcado para fines de la década. Dependiendo del éxito del proyecto de navalizar el HAL Tejas y dadas las futuras actualizaciones del Rafale podrían haber más encargos.
En su momento el Pentágono se interesó por el Rafale M por iniciativa de Dick Cheney, entonces Secretario de Defensa. Con la cancelación del A-12 Avenger y decisión de retirar el A-6 Intruder y F-14 Tomcat se necesitaba con rapidez un nuevo avión de ataque embarcado en un momento en que la relación del Pentágono con la industria de defensa era muy mala y los presupuestos se reducían cada año. La única opción disponible en el mercado era el Rafale y Cheney la usó para apretar los tornillos a las compañías americanas. Se hubiera adaptado el avión con motores, armas y equipos locales. Finalmente los lobbys locales impusieron la propuesta de Boeing del Super Hornet.
En Francia la ley de planificación militar 2003-08 preveía un segundo portaaviones francés en cooperación con Reino Unido. En contrapartida los ingleses podrían haber equipado sus dos futuros portaviones con aviones Rafale M. Debido a la crisis financiera mundial de 2008 y la voluntad británica final de apostar por portaviones V/STOL y F-35B todo se canceló definitivamente en 2013.

### Rafale N
Originalmente llamado Rafale BM, fue una versión biplaza planeada para la Aeronavale, pero los problemas presupuestarios, el mayor peso de la cabina del copiloto, operador de sistemas defensivos, el asiento eyector trasero y el coste extra de entrenar, a los copilotos para completar la tripulación del nuevo avión naval, llevaron a que el proyecto fuese cancelado.
Con la firma del contrato con India hay una remota posibilidad de que esta idea se reactive.

### Subversiones
Hay tres subversiones aplicables al Rafale C y M:

#### F1
- Defensa aérea.

Disponible desde 2001.

#### F2
- Defensa aérea.
- Ataque al suelo con armas convencionales.

Disponible desde 2004.

#### F3
- Defensa aérea.
- Ataque al suelo con armas convencionales.
- Ataque al suelo con armas nucleares con misil nucleares ASMP-A (Mach 4, >500 km, 300 Kt).
- Ataque a objetivos marítimos con Misil antibuque Exocet AM39 block2
- Reconocimiento.
- Desarrollo comenzado en 2003.[cita requerida]

Disponible desde 2009

#### Futuras mejoras
Con el Rafale ya en el estándar F3-R, que le permite usar el misil aire-aire Meteor, el pod de designación láser Talios y el misil aire-tierra nuclear ASMP-A, ya se están desarrollando las modificaciones y capacidades que tendrá el futuro Rafale F4 o «post F3-R», entre ellas, el nuevo radar plano AESA RBE2-AA será el principal cambio, que aumentará el alcance y la resolución del radar, además de la capacidad de portar el nuevo misil aire-aire de corto alcance Mica NG, que reemplazará al actual Mica IR/EM, y la bomba guiada AASM de 1000 kg, que ampliará el poder de fuego del avión.
También se prevén mejoras en el sistema de optrónica frontal FSO, que pasará a denominarse FSO-IT y contará con un sensor más moderno que incrementará su alcance de detección y la cobertura en distintas longitudes de onda, aunque no proporcionará ninguna capacidad IR adicional ya que el mayor tamaño del radar AESA no permite instalar equipos de mayor volumen sobre el radomo del cono de la nave.
Asimismo, se reemplazará el actual sistema DDM (Detector de Disparo de Misiles) por uno de nueva generación conocido como DDM-NG (Nueva Generación) que proporcionará mejor cobertura, será compatible con los señuelos IR y reducirá considerablemente las llamadas “falsas alarmas”.
Dassault ya confirmó que la idea de dotar al Rafale con tanques conformables, en forma similar al caza F-16I Sufa de Israel, está totalmente descartada, al igual que la posibilidad de dotar al avión con nuevos motores de mayor potencia, debido a la capacidad de transportar tanques externos de combustible más grandes bajo las alas y bajo el fuselaje central.
En marzo de 2023 se anunció que el primer Rafale F4 fue entregado al Centro de Guerra Aérea (CEAM) en la Base Aérea de Mont-de-Marsan. Se trata del primer avión de los F3-R enviados al Centro de Ensayos en Vuelo de la Dirección General de Armamento para la actualización de su software y convertirlos en la nueva versión 4.1 o F4. Con esta entrega, el Rafale alcanzó un nuevo hito. Se espera que ya en los próximos años, esté disponible el estándar F4, con una actualización a las nuevas tecnologías, en el sigilo y una mayor capacidad de reconocimiento de los aviones enemigos, lo que le permitirá competir con sus principales competidores estadounidenses, el F-35 y F-22.
Para 2035 sería necesario el F5, que incorporaría un nuevo motor con postcombustión variable, un sistema de propulsión eléctrica, un radar cuántico y un sistema de comunicación por láser. Se comienza a pensar en un F6 para 2040, que podría ser el último estándar del Rafale antes de su sustitución por el futuro caza de sexta generación, el NGF (Next Generation Fighter), que formará parte del programa SCAF (Sistema de Combate Aéreo del Futuro)

## Usuarios

### Actuales
- Francia

- Ejército del Aire francés
- Aviation navale

Está prevista la entrada en servicio de un total de 294 Rafale para las Fuerzas Aéreas de los Ejércitos de Francia: 60 de ellos son para la Aviation navale, y los 234 restantes formarán parte del Ejército del Aire francés (repartidos en 95 monoplazas y 139 biplazas). En 2023 se anunció que Francia comprará 42 Rafale para cubrir la venta de 24 aviones usados a Grecia y Croacia. Anteriormente nn 2020 se fijó el objetivo de pasar devun mínimo de 102 a 129 Rafale en 2025. También en 2023 la Fuerza Aérea francesa declaró su intención de sólo tener en activo el Rafale como único avión de combate. Ello supone que se dará de baja todos los Dassault Mirage 2000, que son un pilar importante de la capacidad de ataque convencional y nuclear francesa.
Actualmente la plantilla de la Aeronavale está formada por 42 unidades: 36 en las flotillas 11F, 12F et 17F, 3 aviones para pruebas en Saint-Dizier y 3 en reserva para mantenimiento.
- Catar

- Fuerza Aérea de Catar 36

En 2015 se firma un contrato de 24 aviones para la Fuerza Aérea, realizando un segundo pedido en 2017 de 12 aparatos adicionales.
- Egipto

- Fuerza Aérea de Egipto 54

El 13 de febrero de 2015 se anunció la firma de un contrato para la venta por parte de Francia a Egipto de 24 cazas Rafale para la aviación militar y de una fragata FREMM para la armada. En 2021 Egipto anunció su decisión de comprar 30 Rafales adicionales.
- Grecia

- Fuerza Aérea Griega 24

En enero de 2021 se firma un contrato de 18 aviones para la Fuerza Aérea de los cuales 6 serían de nueva factura y 12 pertenecientes a los arsenales franceses existentes.
En marzo de 2022, Grecia firmó por 6 Rafale adicionales.
- India

- Fuerza Aérea de India 36

5 entregados a julio de 2020. 36 aviones pedidos en total en septiembre de 2016. El alto mando de la aviación militar india había anunciado el 31 de enero de 2012 al Rafale como ganador del concurso Medium Multi-Role Combat Aircraft(MMRCA), que prevé la incorporación de un total de 126 aparatos, que serían para equipar a sus Fuerza Aérea y la rama aérea, así como serían para conseguir la rápida modernización de todos sus aviones Dassault Mirage 2000 mediante su sustitución, los cuales ahora están en tierra debido a tres graves accidentes, y anunciaron que la firma del contrato final de adquisición se dio en el mes de marzo del año 2014.
En las pruebas de desempeño había superado a los contendientes más modernos como el Boeing F/A-18E/F Super Hornet, F-16 Fighting Falcon IN Super Viper, Saab Gripen NG, además del Mikoyan MiG-35, que fue retirado del concurso por disposición del fabricante ruso. Aunque, la ratificación del contrato fue brevemente paralizada por acusaciones de corrupción en el proceso de selección, se abrieron diligencias judiciales sobre la validez de la decisión de su adquisición, finalmente; la investigación posterior no encontraría pruebas de estos hechos, y se había inclusive confirmado ya la cantidad total de aparatos a adquirirse, y la posibilidad de incrementar el número de aeronaves en un futuro contrato.
Ya en fechas recientes, el gobierno hindú debido a presiones políticas y ante la supuesta "poco demostrable" fiabilidad del caza francés y el aumento constante del precio inicialmente contratado, se había decretado anticipadamente la nulidad del acuerdo, y supuestamente se había decantado el alto mando aéreo militar por aparatos de procedencia rusa una vez más, según la prensa rusa, y según su contenido se evocaban altas fuentes gubernamentales como su referente principal. Pero, tras una serie de renegociaciones, el tratado de compra estaría a punto de ser firmado finalmente, pero por una cantidad menor a la solicitada en el pedido inicial, pasando del pedido inicial de 126 aparatos a 36 solamente.
|                         |          | Antes del 2002 | 2002 | 2003 | 2004 | 2005 | 2006 | 2007 | 2008 | 2009 | Después del 2009 | Total |
| ----------------------- | -------- | -------------- | ---- | ---- | ---- | ---- | ---- | ---- | ---- | ---- | ---------------- | ----- |
| Rafale Armee de l'Air   | Pedidos  | 36             | 0    | 0    | 46   | 0    | 0    | 0    | 6    | 60   | 86               | 228   |
| Rafale Armee de l'Air   | Entregas | 2              | 1    | 1    | 3    | 11   | 12   | 6    | 7    | 14   | 177              | 228   |
| Rafale Marine Nationale | Pedidos  | 25             | 0    | 0    | 13   | 0    | 0    | 0    | 2    | ?    | 18               | 58    |
| Rafale Marine Nationale | Entregas | 9              | 1    | 0    | 0    | 0    | 2    | 7    | 7    | ?    | 32               | 58    |

La Fuerza Aérea India desplegó los aviones Rafale armados con misiles SCALP y bombas AASM Hammer en la Operación Sindoor, de 23 minutos de duración, a primera hora de la mañana del 7 de mayo de 2025 para atacar varios objetivos no militares en Pakistán. Pakistán afirmó haber derribado tres cazas Rafale, y un funcionario francés confirmó la pérdida de un Rafale y examinó otras pérdidas en combate.

### Futuros
- Croacia

- Fuerza Aérea de Croacia - 12 Unidades

En mayo de 2021 se decide adquirir por 930 millones de Euros un paquete de 12 F3R Rafale de segunda mano de los que se entregarían en dos lotes; el primero de 6 aviones se realizaría en 2024 y el segundo, de la misma cantidad al anterior, en 2025. Dicho contrato fue firmado el 25 de noviembre de 2021.
- EAU

- Fuerza Aérea de los Emiratos Árabes Unidos - 80 Unidades

En el 2019, se interesó en una versión mejorada del Rafale con motores y radares más potentes y misiles aire-aire avanzados: En octubre de 2011, Dassault confiaba en que se firmaría un acuerdo de 10 000 millones de dólares estadounidenses por hasta 60 aviones Rafale. Sin embargo, el Comandante Supremo Adjunto de las Fuerzas de Defensa de la Unión, Mohammed bin Zayed Al Nahyan, en noviembre de 2011 calificó la oferta francesa de "no competitiva e inviable". En 2010, Francia había pedido a los Emiratos Árabes Unidos que pagara 2600 millones de dólares estadounidenses del costo total para actualizar el Rafale. En consecuencia, los EAU comenzaron a explorar la compra del Eurofighter Typhoon o el Boeing F/A-18 Super Hornet.
El periódico La Tribune informó en febrero de 2012 que los Emiratos Árabes Unidos todavía estaban considerando el acuerdo de 10 mil millones de dólares por 60 Rafales. La interoperabilidad entre las fuerzas aéreas del Golfo ha llevado a un renovado interés en el Rafale de Catar y Kuwait. En enero de 2013, el presidente Hollande declaró que discutiría la posible venta de Rafale a los Emiratos Árabes Unidos durante una visita oficial: En diciembre de 2013, se anunció que los EAU habían decidido no proceder con un acuerdo para el suministro de servicios de defensa y seguridad, incluido el suministro de aviones Typhoon: En septiembre de 2014, se anunció que los Emiratos Árabes Unidos podrían adquirir 40 Rafales además de las actualizaciones de sus Mirage 2000 existentes: En noviembre de 2015, Reuters informó que el mayor general Ibrahim Nasser Al Alawi, comandante de la Fuerza Aérea y la Defensa Aérea de los EAU, había confirmado que los EAU estaban en negociaciones finales para comprar 60 aviones Dassault Rafale: En 2019, se llevaron a cabo una serie de pruebas del Rafale F3-R en la base aérea de Al Dhafra en los Emiratos Árabes Unidos
El 3 de diciembre de 2021, Dassault Aviation anunció que los EAU habían firmado un pedido de 80 Rafale F4 en un acuerdo de gobierno a gobierno. El reciente acuerdo convierte a los Emiratos Árabes Unidos en el mayor operador de Rafale de la región y en el segundo después de Francia. Se produjo después de la visita de Emmanuel Macron a los Emiratos Árabes Unidos, una avalancha de críticas y desacuerdos en las diferentes ONG, como Human Rights Watch, debido a la participación de los Emiratos en los conflictos en Yemen y Libia, y esas fuertes críticas a tales ventas de material bélico, que posiblemente fuera usado contra civiles desarmados en dicho conflicto, no han incidido en rescisión de contrato alguna.
- India

- Armada India - 26 Unidades.

India ha sido el primer cliente de exportación del Rafale M. Tras una evaluación competitiva con el F/A-18F finalmente en 2023 se hizo oficial la decisión. Los aviones operarán desde los portaviones, que deberán sufrir alguna reforma en sus ascensores. El Rafale mostró su validez en las pruebas de evaluación de carga útil en la base aérea naval de Goa, despegando desde el Skijump de prueba en configuración pesada ( 1 misil Exocet AM39, 2 depósitos de 2000 litros, 2 misiles Mica EM y 2 misiles Mica IR).
- Indonesia

- Fuerza Aérea de Indonesia 42 Unidades

Dassault Aviation anunció a finales de 2022 la venta de 42 aviones de combate Rafale a Indonesia. La Tentara Nasional Indonesia Angkatan Udara (Fuerza Aérea del Ejército Nacional de Indonesia) compró  un paquete integral que cubre el entrenamiento, apoyo logístico en varias bases aéreas de Indonesia y un centro de entrenamiento con dos simuladores de misión completa.

### Posibles usuarios extranjeros
El caza Rafale, probado en combate durante la intervención de una coalición de países pertenecientes a la OTAN en Libia, ha sido motivo de interés de países como Kuwait, Catar, Suiza y Ecuador.
 Perú
- Fuerza Aérea del Perú

En el marco de sus planes de renovación de la flota de combate, Perú ha evaluado al Dassault Rafale como una de las posibles opciones para reemplazar sus cazas MiG-29 y Mirage 2000. Diversos informes indican que autoridades peruanas han sostenido reuniones preliminares con representantes de Dassault Aviation, aunque hasta la fecha no se ha emitido ninguna solicitud oficial ni se ha concretado una adquisición.
Además, la empresa sueca Saab ha mostrado interés en ofrecer el Saab JAS 39 Gripen E/F, mientras que Lockheed Martin ha propuesto el F-16 Block 70/72, una versión modernizada del modelo ya operado ampliamente en la región. Aunque no se ha concretado ninguna licitación oficial, fuentes del sector han indicado que Perú ha mantenido reuniones preliminares con representantes de estas empresas, evaluando factores como interoperabilidad, costos de mantenimiento y potenciales acuerdos industriales. El proceso de renovación de la flota aún se encuentra en fase de estudio técnico y presupuestario.
- Serbia

- Fuerza Aérea de Serbia

Se habla de 12 posibles.
- Suiza

- Fuerza Aérea de Suiza

La Fuerza Aérea Suiza también consideró al Rafale dentro de un concurso para la adquisición de nuevos cazas, quedando como finalista, junto con el Eurofighter Typhoon y el Saab 39 Gripen. El 30 de noviembre de 2011 el Consejo Federal anunciaba la decisión de adquirir 22 unidades del avión sueco por costar mil millones de francos menos que la misma cantidad de Rafales, no obstante el mismo día del anuncio ya surgieron voces indicando que la elección se había realizado, entre otros motivos, por las preferencias del ministro de defensa Ueli Maurer, porque los informes de evaluación parecían indicar que el Gripen no había superado las pruebas y estaba por detrás de sus rivales; en concreto, el comandante de la fuerza aérea suiza, Markus Gygax, se decantó explícitamente por el Rafale.

### Frustrados o perdidos
- Arabia Saudita

El Rafale fue desestimado en favor del Eurofighter Typhoon, ya que este país buscaba un reemplazo para sus Panavia Tornado, y con el Typhoon mantenían además a los mismos proveedores de material.
- Brasil

La Fuerza Aérea del Brasil consideró al Rafale como finalista del programa FX-2, para conseguir el reemplazo de sus Dassault Mirage 2000, centrado en la transferencia de tecnología, donde competía frente al Saab 39 Gripen sueco y al Boeing F/A-18 Super Hornet estadounidense.
El acuerdo habría sido para la compra de 36 aeronaves, con posibilidad de ampliarse a 100 unidades. Incluso en septiembre de 2009 la prensa anunció un acuerdo estratégico con Francia, donde se seleccionaría al Rafale a cambio de la adquisición por parte de Francia de 10 aviones de transporte táctico Embraer KC-390, sin embargo, tal acuerdo no fue confirmado oficialmente. En enero de 2010 trascendió que la Fuerza Aérea Brasileña prefería al Saab 39 Gripen, quedando el Rafale en tercer lugar. Finalmente, en diciembre de 2013 el gobierno brasileño anuncia la elección del Gripen
- Canadá

Dassault se retiró de la competición canadiense para remplazar los CF-18 por razones de confidencialidad, mayormente políticas.
- Colombia

- Fuerza Aérea Colombiana - 16 a 24 Unidades

Tras la visita de una comisión del ministerio de economía y hacienda francés a Bogotá, se puso en conocimiento del Gobierno las condiciones de  financiación para un posible proceso de compra de aviones del tipo Rafale C/F3. Además, una delegación de oficiales y suboficiales de la Fuerza Aérea Colombiana está próxima a viajar a Francia en las próximas semanas. Así, la compra de las aeronaves sería financiada en un lapso de 20 años, en un acuerdo entre gobiernos, con una fuerte inversión en materia de "cesión offset" a través de la inversión comprometida de varias empresas del sector defensa francés, y que irían dirigidas al fortalecimiento  de la industria colombiana siendo éstas de carácter dual; como de la aeroespacial (satélite Facsat-2) y dentro del acogimiento del sector de defensa colombiano a los estándares OTAN, incluyendo esto último la capacitación doctrinal, adiestramiento, formación técnica y asistencia de la Armée del Air a su par colombiana. Sin Embargo, el 3 de abril del 2025, se informo que el presidente Colombiano Gustavo Petro había confirmado la compra de cazas Saab Gripen NG, así mismo, se estima que la flotilla sería de 16 a 24 aviones.
- Marruecos

Ha habido también negociaciones con Marruecos, que al final no llegaron a buen fin, decantándose finalmente el país norteafricano por aviones estadounidenses Lockheed Martin F-16 Fighting Falcon.
- Otros

En los contratos de adquisición de aviones por parte de Singapur y Corea del Sur, el Rafale fue desestimado en favor del McDonnell Douglas F-15 Eagle, a pesar de que en ambos casos circulaban informes favorables al avión francés.[cita requerida]

## Historia operacional

### Hitos en su historia
Los hitos más significativos en el desarrollo del Dassault Rafale, misiones de ataque, patrulla, escolta y pruebas en combate, fueron:
- 1983
  - Abril: Dassault es premiada con el contrato del demostrador de tecnología ACX (Rafale A).
- 1985
  - Francia abandona oficialmente el programa Eurofighter, para desarrollar en solitario el Rafale.
- 1986
  - 4 de julio: primer vuelo del Rafale A.
  - Diciembre: inicio del desarrollo de la planta motriz SNECMA M88.
- 1988
  - Abril: primer contrato de compra firmado (para el prototipo del Rafale C).
- 1990
  - Febrero: se inician las pruebas de la planta motriz SNECMA M88 en vuelo.
- 1991
  - 19 de mayo: primer vuelo del prototipo de la Armée de l'air (Rafale C).
  - 12 de diciembre: primer vuelo del prototipo de la Aéronavale (Rafale M).
- 1992
  - Empieza el programa de pruebas en tierra para el embarque del Rafale M.
- 1993
  - Marzo: primera firma de contrato para la producción de los primeros aviones.
  - Abril: empiezan las pruebas de compatibilidad con el portaaviones Foch (R 99) (actual NAe São Paulo) en tierra.
  - 30 de abril: primer vuelo del prototipo biplaza de la Armée de l'Air (Rafale B).
- 1995
  - Junio: primer disparo de un misil MICA desde un Rafale en modo de auto guiado.
  - Julio: instalación y pruebas de los sistemas OSF y de la interfaz del casco.
  - Septiembre: pruebas del Rafale M a bordo de un portaaviones.
  - Octubre: primer vuelo sin escalas de larga distancia realizado por el Rafale B01 (3020 millas náuticas en menos de 6 horas y media).
  - Noviembre: finalización de las pruebas en tierra de compatibilidad en portaaviones del Rafale M en los Estados Unidos.
  - Diciembre: empieza el ensamblaje del primer avión de producción.
- 1996
  - Marzo: entrega del certificado de aeronavegabilidad del motor M88.
  - Abril: la producción es suspendida debido a recortes presupuestarios, que se restablece en enero de 1997.
  - Mayo: pruebas de vuelo a bajo nivel con datos de terreno digitales.
  - Julio: empiezan las pruebas de los sistemas electrónicos Spectra.
  - Noviembre: prueba en vuelo de los sistemas Spectra.
  - Diciembre: primeras entregas de los motores M88.
- 1997
  - Febrero: prueba en vuelo del Rafale B01 en con una configuración de armamento pesada (2 misiles Apache, tres tanques de combustible exteriores de 2.000, dos misiles Magic y dos misiles MICA).
  - Mayo: primer disparo inercial del MICA.
  - Junio: prueba del sistema de contramedidas electrónicas del Spectra.
  - Octubre: primera prueba en vuelo del radar RBE2.
- 1998
  - Junio: calificación del sistema de control del MICA.
  - Junio: inicio las pruebas de compatibilidad operacional en la Aéronavale y la Armée de l'Air con los aviones Rafale B01 y M02.
  - 24 de noviembre: el primer Rafale de producción en serie (un Rafale B), sale de la cadena de montaje.
- 1999
  - Mayo: primera prueba de lanzamiento del misil de crucero SCALP EG.
  - 6 de julio: primer aterrizaje en la cubierta del portaaviones Charles de Gaulle.
  - 7 de julio: primer vuelo del Rafale M de producción en serie.
- 2000
  - 20 de julio: primer Rafale M entregado a la Flotille 12F.
- 2001
  - 18 de mayo: el Rafale M entra en servicio con la Flotille 12F.
- 2002
  - El Rafale M se desplaza a EE. UU. (US Naval Air Station Lakehurst) para realizar pruebas de catapulta en tierra.
- 2004
  - Total operatividad del Rafale M en la 12F.
  - 9 de septiembre: primeras pruebas con el misil Meteor en un Rafale M.
  - Diciembre: entrega de tres Rafale B a la Armée de l'Air.
- 2005
  - 11 de septiembre: empiezan las pruebas del Meteor en los Rafale M embarcados en el Charles de Gaulle.
- 2006
  - 19 de mayo: recepción del primer Rafale M F2.
- 2007
  - Julio: primer aterrizaje y despegue de un Rafale M en el portaaviones estadounidense USS Enterprise, en el Mediterráneo.
  - Marzo: primer despliegue en zona de combate. Tres Rafale del Escuadrón de Caza 1/7 "Provence" se destinan a Tayikistán, para operar en Afganistán. Los tres primeros Rafale M F2 llegan a bordo del Portaviones Charles de Gaulle para participar en la misión “Heracles Air Indien” (HAI) Desde el 24 de marzo participan en Afganistán equipados con bombas de guía láser, en patrullas mixtas con los Dassault-Breguet Super Étendard.
  - 28 de marzo: lanzamiento real de una bomba guiada por láser GBU-12 Paveway II en apoyo de tropas holandesas.
- 2008
  - 1 de julio: el Rafale califica por completo al estándar F3.[14]
- 2011
  - Marzo: El Rafale participa en la operación militar "Odisea del Amanecer" para aplicar una zona de exclusión aérea sobre Libia, desde el portaaviones Charles de Gaulle (R 91) y bases aéreas al sur de Italia.
- 2025
  - 7 de mayo: primer derribo de un Rafale en combate en la historia, durante los Ataques de India contra Pakistán de 2025.[82]Posteriormente, el gobierno pakistaní confirmó dos derribos más junto con otros aviones enemigos.[83]

### Accidentes
- El 6 de diciembre de 2007 un Rafale B biplaza con un único ocupante se estrelló durante la realización de un vuelo de entrenamiento desde la Base de Saint-Dizier, perdiendo la vida el piloto.[84] El 10 de enero de 2008 el ministro de Defensa francés Hervé Morin afirmó que la causa del accidente fue una desorientación espacial del piloto.[85]
- El 22 de mayo de 2008 un Rafale M de la Aviación Naval Francesa se salió de la pista de la Base Aérea Naval Lann-Bihoué, cerca de Lorient (Francia), al realizar un aterrizaje en medio de una intensa lluvia. El piloto eyectó y fue hospitalizado posteriormente, mientras que el avión fue reparado y varias semanas después volvía a estar en servicio.[86][87]
- El 24 de septiembre de 2009 dos Rafale M de la Aviación Naval Francesa se estrellaron durante una prueba de vuelo en el Mar Mediterráneo, cerca de la localidad de Perpiñán (Francia), al parecer se produjo un choque entre ambos después de despegar del portaaviones francés Charles de Gaulle (R 91).[88]

## Componentes
Aproximadamente 500 proveedores participan en la fabricación del Rafale.
 Estados Unidos -  Finlandia -  Francia -  Noruega -  Reino Unido

### Electrónica
| Sistema                                                              | País                      | Fabricante     | Notas                                                                           |
| -------------------------------------------------------------------- | ------------------------- | -------------- | ------------------------------------------------------------------------------- |
| Lenguajes de programación                                            |                           |                | Esterel, Ada, VHDL                                                              |
| Sistema de control de vuelo                                          |                           |                | Cuádruple FBW (3 canales digitales y 1 analógico). Bucle completamente cerrado. |
| CPUs del equipamiento modular de procesamiento de información (EMTI) | Bandera de Estados Unidos | Freescale      | PowerPC G3 740 200MHz (F2, 2003), PowerPC G3 750 733MHz (F2, 2006)              |
| Auto-GCAS                                                            |                           |                | A partir de 2019 (F3-R)                                                         |
| TAWS (opción)                                                        |                           |                | India (F3-R)                                                                    |
| ACAS II (opción)                                                     | Bandera de Francia        | Thales         | India (F3-R)                                                                    |
| Radar (original)                                                     | Bandera de Francia        | Thales         | Modelo RBE2                                                                     |
| Radar AESA (opción)                                                  | Bandera de Francia        | Thales         | Modelo RBE2 AESA. A partir de F4                                                |
| Sistema de escape                                                    | Bandera del Reino Unido   | Martin-Baker   | Asiento eyectable modelo Mk.F16F                                                |
| Pod de designación de objetivos Damoclès (opción)                    | Bandera de Francia        | Thales         |                                                                                 |
| Pod de designación de objetivos multifunción TALIOS (opción)         | Bandera de Francia        | Thales         |                                                                                 |
| Pod de reconocimiento AEREOS (opción)                                | Bandera de Francia        | Thales         | Conocido como Reco NG en Francia                                                |
| Simulador de vuelo (ETR)                                             | Bandera de Francia        | Thales Sogitec |                                                                                 |
| Simulador de vuelo (FFMS)                                            | Bandera de Francia        | Thales Sogitec |                                                                                 |

### Armamento
| Sistema                                                                | País                                                           | Fabricante                                 | Notas                                          |
| ---------------------------------------------------------------------- | -------------------------------------------------------------- | ------------------------------------------ | ---------------------------------------------- |
| Cañón                                                                  | Bandera de Francia                                             | Nexter                                     | GIAT 30 de 30 mm                               |
| Kit de guiado láser BGL para bombas de caída libre                     | Bandera de Francia                                             | Matra Thomson-CSF Aérospatiale             |                                                |
| Kit de guiado láser Paveway II para bombas de caída libre              | Bandera de Estados Unidos                                      | Lockheed Martin Raytheon Texas Instruments |                                                |
| Kit de guiado láser Paveway III para bombas de caída libre             | Bandera de Estados Unidos                                      | Raytheon Texas Instruments                 |                                                |
| Kit de guiado GPS/láser Enhanced Paveway II para bombas de caída libre | Bandera de Estados Unidos                                      | Raytheon Lockheed Martin                   |                                                |
| Kit de guiado y propulsión modular para bombas de caída libre AASM     | Bandera de Francia                                             | Safran Electronics & Defense               | ITAR-free                                      |
| Misil aire-superficie AS-30L                                           | Bandera de Francia                                             | Aérospatiale                               |                                                |
| Misil de crucero aire-superficie furtivo SCALP-EG                      | Bandera de Francia · Bandera del Reino Unido                   | MBDA                                       | ITAR-free                                      |
| Misil antibuque Exocet                                                 | Bandera de Francia · Bandera de Finlandia · Bandera de Noruega | MBDA Francia NAMMO                         |                                                |
| Misil aire-aire de corto alcance Magic II                              | Bandera de Francia                                             | MBDA Francia                               |                                                |
| Misil aire-aire de corto a medio alcance MICA IR                       | Bandera de Francia                                             | MBDA Francia                               |                                                |
| Misil aire-aire de corto a medio alcance MICA EM                       | Bandera de Francia                                             | MBDA Francia                               |                                                |
| Integración del misil aire-aire BVR MBDA Meteor                        | Bandera de Francia                                             | DGA Dassault MBDA Francia Thales Francia   | ITAR-free                                      |
| Bomba Mark 82                                                          | Bandera de Estados Unidos                                      | General Dynamics                           |                                                |
| Misil de crucero de racimo furtivo anti-pista Apache                   | Bandera de Francia                                             | MBDA Francia                               | Prohibido por 112 países                       |
| Misil de crucero nuclear pre-estratégico ASMP-A                        | Bandera de Francia                                             | MBDA Francia ArianeGroup Francia           | Prohibido por 73 países. Exportación prohibida |

Ver MBDA Meteor

### Propulsión
| Sistema                                      | País               | Fabricante       | Notas                                                |
| -------------------------------------------- | ------------------ | ---------------- | ---------------------------------------------------- |
| Motor                                        | Bandera de Francia | Snecma           | 2 × M88                                              |
| Tanque lanzable subsónico RPL-741 (opción)   | Bandera de Francia | AEds Technologie | 1 a 3. 2000 litros cada uno                          |
| Tanque lanzable supersónico RPL-711 (opción) | Bandera de Francia | AEds Technologie | 1 a 5. 1250 litros cada uno                          |
| Pod cisterna IN234000 (opción)               | Bandera de Francia | Intertechnique   | Versión francesa del pod de Douglas Aircraft Company |
| Pod cisterna NARANG (opción)                 | Bandera de Francia | Zodiac Aerospace |                                                      |

## Especificaciones
Dassault Rafale 
Referencia datos: dassault-aviation.com, Williams 2002 - Superfighters, web de la Marina Francesa.

### Características generales
- Tripulación: 1 piloto (versiones C y M) o 2 (versión B)
- Longitud: 15,27 m
- Envergadura: 10,8 m
- Altura: 5,34 m
- Superficie alar: 45,7 m²
- Peso vacío: 9500 kg (C), 9770 kg (B), 10 196 kg (M)
- Peso cargado: 14 016 kg
- Peso máximo al despegue: 24 500 kg (C/D), 22 200 kg (M)
- Planta motriz: 2× turbofán Snecma M88-2.
  - Empuje normal: 50 kN (5103 kgf; 11 250 lbf) de empuje cada uno.
  - Empuje con postquemador: 75,6 kN (7711 kgf; 17 000 lbf) de empuje cada uno.

### Rendimiento
- Velocidad máxima operativa (Vno): 2390 km/h (1485 MPH; 1290 kt) (Mach 2) a gran altitud.[92]
  - A baja altitud: 1390 km/h (864 MPH; 750 kt)
- Alcance: 3700 km (1998 nmi; 2299 mi)
- Radio de acción: 1852 m (6076 ft) en misión de penetración
- Techo de vuelo: 16 800 m (55 118 ft)
- Régimen de ascenso: 304 805
- Carga alar: 306,6 kg/m² (62,8 lb/ft²)
- Empuje/peso: 1,10 (100 % combustible, 4 misiles aire-aire)

### Armamento
- Cañones: 1× GIAT 30/719B de calibre 30 mm, con 125 proyectiles (en misiones CAP y CAS).
- Puntos de anclaje: 14 en total (13 en la versión M) con una capacidad de 9500 kg, para cargar una combinación de:  
  - Bombas: 

    - Bombas guiadas:
      - AASM, armamento guiado de precisión de distintos pesos y con varios sistemas de guiado según la versión.
      - GBU-12 Paveway II, bomba guiada por láser de 500 libras (227 kg).

  - Misiles: 

    - Misiles aire-aire:
      - MBDA MICA IR/EM, de corto a medio alcance, guiado por infrarrojos (IR) o radar activo (EM)
      - Magic II, de corto alcance, guiado por infrarrojos.
      - El futuro MBDA Meteor

    - Misiles aire-superficie:
      - MBDA Apache, misil de crucero antipista
      - SCALP EG, misil de crucero MBDA Storm Shadow
      - AM 39 Exocet, misil antibuque
      - Misil nuclear ASMP-A

  - Otros: 

    - Pod de designación de objetivos Thales Damocles
    - Pod de reconocimiento RECO NG
    - Hasta 5 tanques de combustible externos
    - Pod de reabastecimiento.[93]

### Aviónica
- Radar PESA (pasivo de barrido electrónico) Thales RBE2.
- Sistema de guerra electrónica Thales SPECTRA.
- Sistema infrarrojo de búsqueda y seguimiento (IRST) Thales/SAGEM OSF (Optronique Secteur Frontal).